# Baranca (gmina Hudești)
Baranca – wieś w Rumunii, w okręgu Botoszany, w gminie Hudești. W 2011 roku liczyła 1207 mieszkańców.